# Macaranga rhodonema
Macaranga rhodonema är en törelväxtart som beskrevs av Airy Shaw. Macaranga rhodonema ingår i släktet Macaranga och familjen törelväxter. Inga underarter finns listade i Catalogue of Life.